# Réfugiés et exilés de la guerre d'Espagne

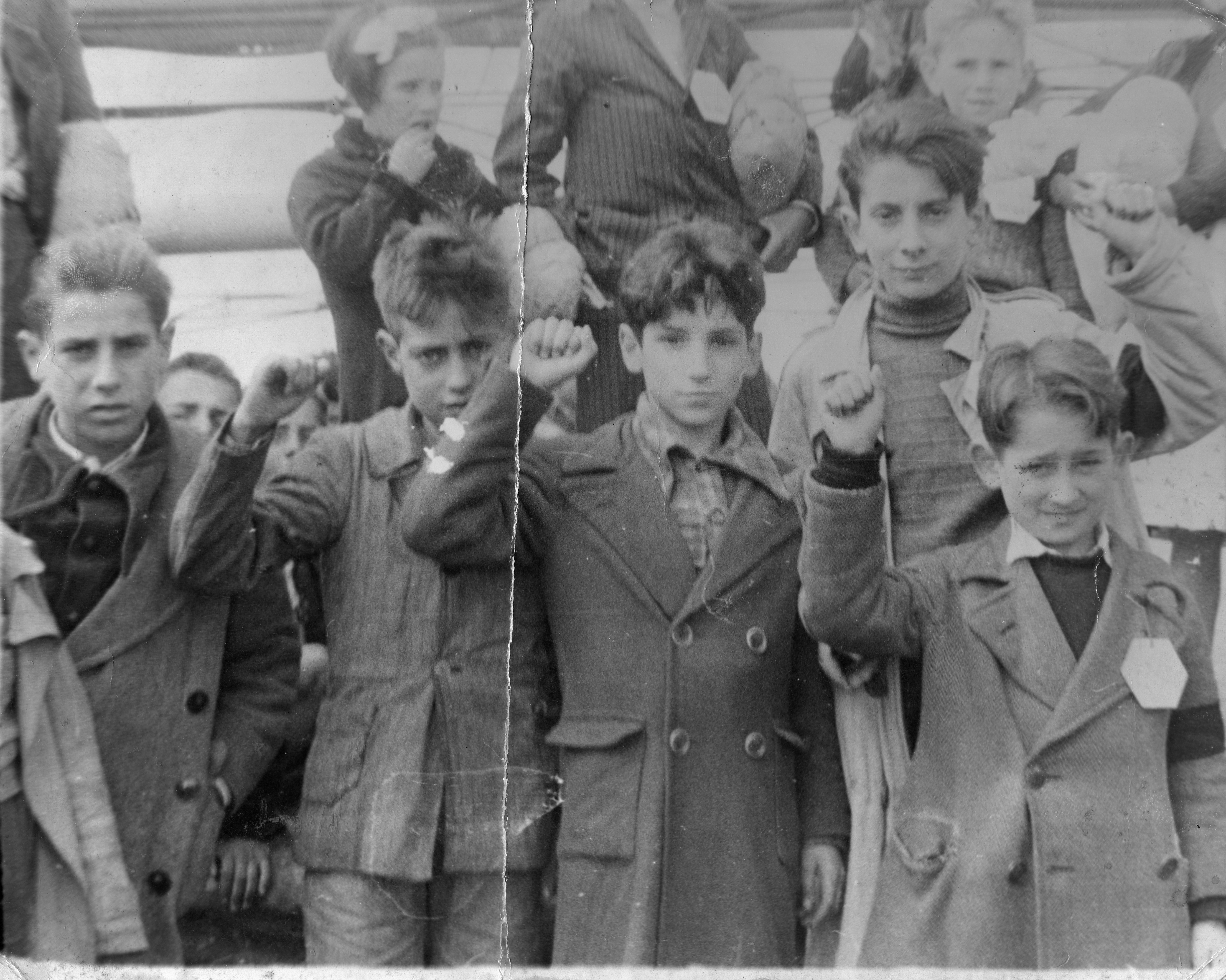
Des enfants se préparant à l'exil d'Espagne entre 1936 et 1939 levant le poing en signe d'attachement aux républicains.

Les réfugiés et exilés de la guerre d'Espagne (juillet 1936 - mars 1939) et la posguerra ou après-guerre espagnole (jusqu'à la mort de Franco en 1975) sont des mouvements migratoires transfrontaliers et des expatriations vers des foyers extra-européens caractérisés par leur ampleur, leur précipitation et l'absence de projet précis pour les populations déplacées.
À partir de 1939, à la fin de la guerre civile espagnole et la défaite des républicains, de nombreuses personnes, républicaines pour la plupart, ont quitté l'Espagne franquiste dans une vague d'émigration qu'on a appelée Retirada (retraite en espagnol et catalan), exil ou exode républicain. Les destinations ont été variées, mais c'est la France qui a été la plus choisie, les trois autres grands pays d'exil ou de refuge étant le Royaume-Uni, le Mexique et l'URSS ; dans une moindre mesure certaines destinations comme le Chili, l'Argentine et Cuba.
Le départ d'Espagne de ces personnes n'a pas toujours été définitif. Certains réfugiés n'ont fait que passer par la France pour quitter le Pays basque, occupé par les franquistes, et rentrer par la Catalogne, encore tenue par les républicains. Toutefois, la plupart de ceux qui ont quitté le pays n'y sont pas revenus avant la fin de la guerre d'Espagne. Certains exilés sont retournés dans l'Espagne franquiste, en particulier quand le régime s'est (légèrement) adouci, d'autres ont attendu la transition démocratique. Pour de nombreux républicains espagnols, l'installation à l'étranger est devenue définitive, mais ces familles gardent le souvenir de la guerre civile. Depuis la Ley de la Memoria Historica, certains enfants et petits-enfants d'exilés ont récupéré la nationalité espagnole en mémoire de l'exode.
En 2019, les commémorations officielles du 80e anniversaire de la Retirada se succèdent, notamment en France.

## Les exilés de la première heure (1936-1938)
Les premiers mois de cette guerre, de l'été 1936 à décembre de la même année, voient le début d'un exode provisoire dont Bartolomé Bennassar a souligné qu'il incluait également un « exode droitier » en provenance de la Catalogne et de l'Aragon. Plus de 10 000 Basques, républicains ou neutres, quittent le pays pour la France qui cherche alors à les renvoyer ; en Catalogne, ce sont plusieurs milliers de personnes neutres, méfiantes ou hostiles envers les républicains qui partent par bateau vers Marseille ou vers l'Algérie. Celles-ci fuient aussi par les Pyrénées avec l'aide de passeurs. L'ensemble de réfugiés qui atteignent la France et l'Italie depuis la Catalogne est estimé entre 30 000 et 35 000. Parmi ceux-ci, plus de 2 000 réfugiés catalans qui veulent échapper à l'appel sous les drapeaux sont accueillis en France entre août 1936 et octobre 1937. Au front du Nord, avec l'avancée des troupes franquistes, une dizaine de milliers de Basques quittent le sol espagnol en 1937, constituant la première grande vague d'émigration par voie terrestre, et par la mer à partir de Santander. Ils atteignent Bordeaux, La Rochelle et vont jusqu'à Lorient. Peu après, la contre-offensive de la 43e division républicaine alimente en 1938 une nouvelle vague d'exode ; les républicains se réfugient cette fois directement de l'autre côté de la frontière.
Cette émigration est caractérisée par le fait qu'elle est provisoire, Franco ne fermant volontairement pas ses frontières et fichant les réfugiés qui retournent en Espagne. Les historiens estiment que seuls 40 000 exilés sont encore en France à la fin de 1938,, et parmi eux une proportion importante d'enfants. Devant un tel afflux, les autorités françaises se sont trouvées débordées : elles placent les réfugiés sous le statut d'« hébergés sous contrôle » (notamment les femmes, enfants et personnes âgées hébergées par les familles ou dans des centres d'accueil) ou les regroupent dans des camps d'internement français, selon les décrets-lois des 12 novembre 1938 et 18 novembre 1939 qui permettent l'internement administratif des « indésirables étrangers ». Le 29 décembre 1938, un comité est créé pour étudier la question du transit et de l'admission des réfugiés ; or cette démarche est tardive. Trois mois auparavant, Manuel Azaña était déjà persuadé que la France ne pourrait pas interdire l'accès par les Pyrénées d'une nouvelle vague de réfugiés : « He visto en la prensa valenciana un confuso extracto del discurso de Daladier. Es importante que el ministro de la Guerra francés hable por primera vez en público […] del peligro posible en la frontera pirenaica. Y de la eventualidad de tener que decir ¡No! algún día; temo que cuando se vean forzados a decirlo, sea tarde » (traduction libre : « J'ai vu dans la presse de Valence un extrait confus du discours de Daladier. Il est important que pour la première fois le ministre français de la guerre parle en public du danger possible à la frontière pyrénéenne. Et de l'éventualité pour la France d'avoir à dire, un jour, "Non" ; je crains que quand ils se verront forcés de le dire, ce soit trop tard ».

## L'exode républicain de 1939 vers la France

### LaRetirada(janvier - février 1939)

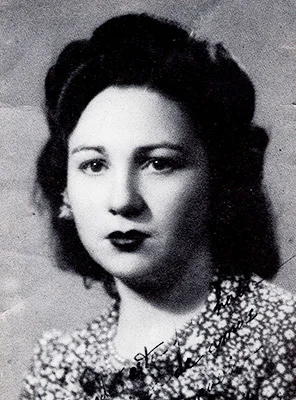
Ángeles Flórez Peón, figure de l'exil et dernière milicienne survivante de la guerre d'Espagne.

L'émigration vers la France connaît un mouvement d'accélération important au cours de la bataille de l'Èbre et dans les mois suivants, dans un mouvement appelé la Retirada (retraite). L'exode des populations en provenance de Catalogne devient massif après la chute de Barcelone le 26 janvier 1939. Le gouvernement Daladier doit ouvrir la frontière le 27 janvier, et les réfugiés affluent à travers les Pyrénées par Le Perthus, Cerbère et Bourg-Madame. En mars 1939, le nombre de réfugiés espagnols en France est estimé à 440 000 personnes dans un rapport officiel. Les historiens ont estimé à 465 000 exilés dont 170 000 civils le nombre de réfugiés après la chute de la Catalogne.

### Accueil des réfugiés
En France même, ce sont les départements du Sud-Ouest, à proximité de l'Espagne, qui ont accueilli le plus de réfugiés, avec une forte immigration espagnole dans les villes de Bordeaux et de Toulouse, où résidaient déjà des Espagnols. Les autres départements de la côte Atlantique (notamment la Loire-Inférieure avec les camps de Moisdon-la-Rivière et de Juigné-des-Moutiers) ont également été concernés, ainsi que le Massif central, les Bouches-du-Rhône et la région parisienne. L'accueil des arrivants est différent d'un endroit à l'autre : tantôt ils sont bien reçus et font même l'objet d'actions de solidarité (îlots de solidarité trouvant leur source dans l'engagement politique et syndical de gauche ; solidarité intra-espagnole, l'Espagne constituant la troisième source d'immigration française la plus importante avec 250 000 espagnols en 1936), tantôt ils sont regardés avec méfiance voire hostilité dans une France en crise marquée par certaines formes de xénophobie. Selon Bartolomé Bennassar, les vagues d'exilés sont moins bien reçues après 1939.
De nombreux journaux (L'Humanité, Ce soir, Le Populaire, Regards, Le Libertaire, La Flèche de Paris, etc.) multiplient les reportages dans les camps afin d'alerter sur les conditions de vie des réfugiés. Ces derniers sont exposés à la faim et au froid, provoquant chaque nuit des morts, aux maladies mais aussi à la violence de certains gardiens des camps (gardes mobiles et troupes coloniales). Des souscriptions sont menées, tandis que des volontaires distribuent des couvertures et de la nourriture. Dans sa chronique quotidienne pour Ce soir, Louis Aragon informe du « déluge de lettres » qu'il reçoit de Français proposant de loger les enfants.
La presse conservatrice manifeste une certaine inquiétude, voire une franche hostilité à l'égard des réfugiés. L'intransigeant alerte : « Il est à peu près impossible d’empêcher les réfugiés de quitter les camps pour gagner l'intérieur du pays. Perpignan est déjà envahi. Les patrouilles nocturnes, les services d'ordre en gare, les visites domiciliaires révèlent chaque jour la présence de centaines d'Espagnols en situation illégale. » Pour Le Petit journal, la « débâcle des marxistes espagnols » oblige à protéger le territoire. L'hebdomadaire Gringoire titre : « L'armée du crime est en France, qu'allez-vous en faire ? ».

### Les camps français

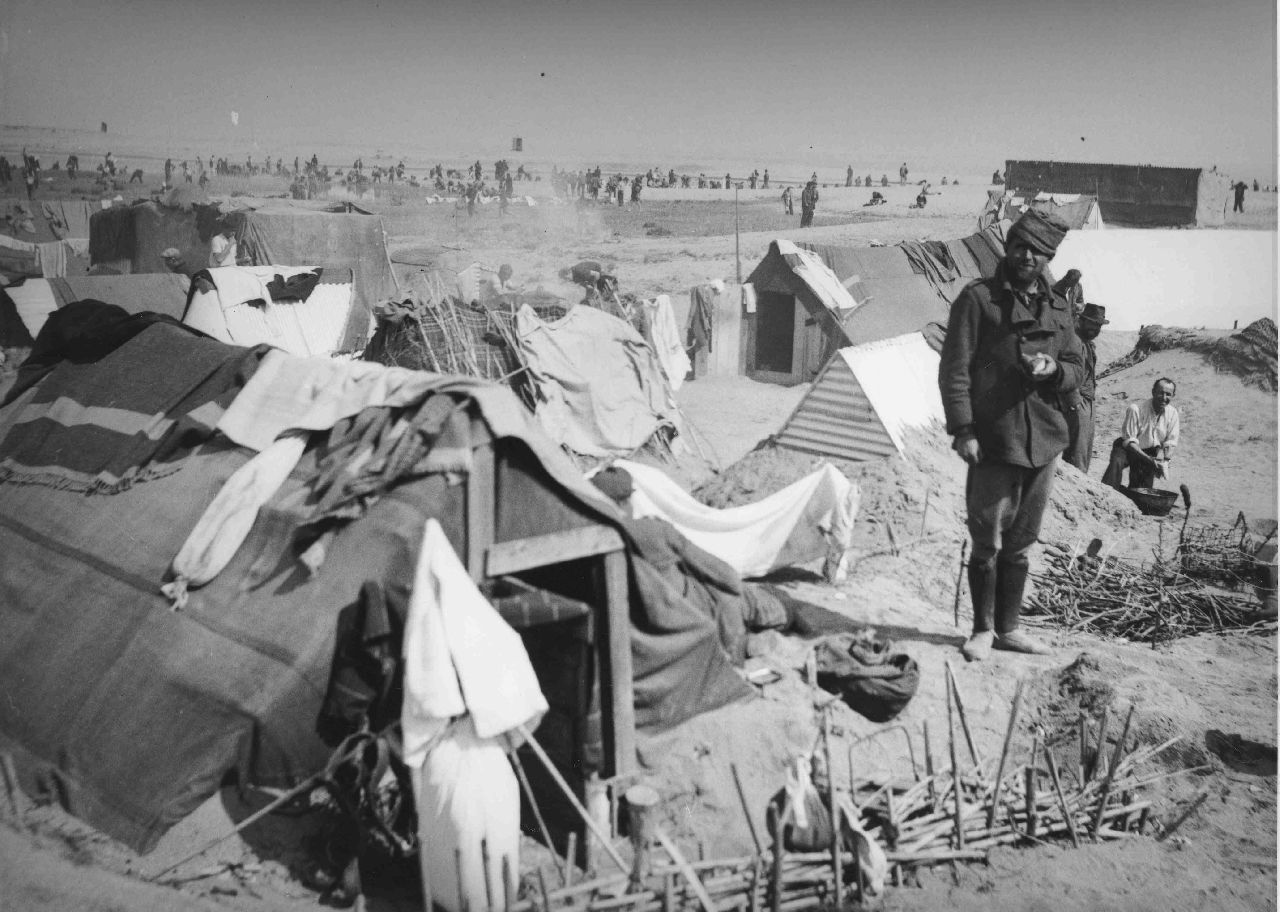
Constructions de fortune dans le camp d'Argelès-sur-Mer établie sur la plage où les conditions de vie sont particulièrement difficiles.

Ces camps connaissent une évolution dans le temps. Devant le « mascaret humain » de la Retirada, les autorités françaises, débordées, regroupent d'abord les réfugiés dans des centres de « contrôle » ou de « triage » à la frontière, puis dans des « camps de concentration » (terme officiel de l'époque) ou d’« internement » situés d'abord dans les Pyrénées-Orientales, à Saint-Cyprien, Argelès-sur-Mer, Le Barcarès, en bordure de mer. Des camps d'internement spécialisés qui regroupent notamment des Basques et des anciens des Brigades internationales (Gurs), des Catalans (Agde, Rivesaltes), des vieillards (Bram), et la division Durruti (Le Vernet) sont créés à l'intérieur des terres en février 1939, dans les départements voisins du Roussillon, pour pallier l'engorgement des infrastructures du littoral et aux conditions sanitaires détériorées.
Dans l'intérieur du pays, d'autres camps sont institués, comme celui de Magnac-Laval, près de Limoges, où sont notamment internées la résistante Dolors Prat Coll et sa sœur Clara. Les deux femmes ont notamment protégé, dans le camp, le petit réfugié madrilène, Carlos Fernández Medrano, âgé de cinq ans.
Parmi les exilés espagnols, la bibliographie omet souvent ceux qui débarquent en Afrique du Nord. Ils sont tout de même dix mille. Anne Charaudeau explique la façon dont ces bannis sont traités dès leur arrivée. D'abord détenus dans des camps, pour cause de potentielle dangerosité, les asilés deviennent très vite une main d'œuvre indispensable en temps de guerre. En Algérie notamment, les exilés devenus captifs sont utilisés sur les chantiers du Transsaharien dès 1939. À cet égard, la mise au travail des réfugiés n'est pas une invention de la France de Vichy qui la généralise. Peter Gaida, doctorant en histoire à l'Université de Brême, expose les conditions de vie des forçats du Transsaharien après 1940 : « Dans les camps du « Transsaharien », les travailleurs forcés sont exposés à un régime brutal, et de nombreux travailleurs succombent à la faim, aux maladies et à la torture, pour être libérés en mai 1943, après le débarquement des Alliés en Afrique du Nord ».
Les clivages de la guerre d'Espagne se retrouvent dans les camps et sont exploités par les autorités françaises qui utilisent par exemple les tensions entre anarchistes et communistes pour contrôler ces derniers, comme c'est le cas au Vernet d'Ariège qui deviendra un camp disciplinaire de prisonniers politiques sous Vichy.

## Les réfugiés dans la Seconde Guerre mondiale (1940 - 1945)

### Internement et mise au travail sous Vichy
Des historiens des camps du sud-ouest notent un durcissement de la politique d'internement sous Vichy et une « logique d'exclusion ».
Les républicains espagnols avaient été intégrés à l'effort de guerre par le biais des compagnies de travailleurs étrangers (CTE), sous la Troisième République. Vichy les convertit en groupements de travailleurs étrangers (GTE) en 1940. Entre 1942 et 1943, 26 000 Espagnols travailleurs des GTE ou autres sont envoyés dans le cadre du STO sur les chantiers de l'Organisation Todt sur la façade atlantique.
Pour Lilian Pouységur, l’épisode des camps a agi comme « un catalyseur de l'identité républicaine espagnole ». Il a eu un fort retentissement dans l'imaginaire républicain, laissant le souvenir d'un pays peu ouvert aux forces anti-fascistes.

### Engagement dans l'armée française et Résistance
En 1939-1940, beaucoup de républicains demandent à s'engager dans les bataillons étrangers de l'armée française, malgré la méfiance des officiers français envers ces « Rouges », les communistes étant liés à l'Allemagne par le Pacte germano-soviétique. Fin 1941-1942, ils sont nombreux à rejoindre la Résistance française, les maquis et les Forces françaises libres. On y trouve aussi le bataillon Gernika, composé de réfugiés basques ressortissants espagnols. La Main-d'œuvre immigrée (les frères Conrad et Josep Miret i Musté, Manuel Bergès, Celestino Alfonso, etc.) va occuper une place majeure et accueillera la majorité des communistes espagnols. La ville de Foix a été libérée par les seuls Espagnols.
C'est le républicain espagnol Celestino Alfonso et le polonais Marcel Rayman qui assassinèrent Julius Ritter le 28 septembre 1943. Alfonso est présent sur la fameuse Affiche rouge, sa photo est accompagnée de la mention : « ALFONSO espagnol rouge 7 attentats ». Cinquante otages sont exécutés en représailles,
Les exilés républicains espèrent qu'au-delà de la chute du nazisme, la libération de la France contribuera à la « reconquête » (Reconquista) de leur pays. Par ailleurs Reconquista de España est le titre de l'organe de presse clandestin espagnol de la Unión Nacional Española plate-forme créée sous l'impulsion du PCE[Quoi ?]. Dans de nombreux départements, notamment le Midi et le Sud-Ouest, des brigades de guérilleros espagnols directement rattachées aux Forces françaises de l'intérieur (FFI) participent de manière décisive aux combats de la Libération (à Foix par exemple, ou à Paris avec José Barón). Lors de la libération de Paris, la première unité de la 2e division blindée du général Leclerc à entrer dans Paris est une compagnie espagnole (la 9e compagnie).
Certains résistants exilés en France sont repris par le régime franquiste après la Seconde Guerre mondiale, comme Numen Mestre, fusillé au camp de la Bota de Barcelone en 1949.

### Déportation
Les travailleurs espagnols ou résistants républicains arrêtés en territoire français n'ayant pas le statut de prisonniers de guerre, ils seront déportés vers divers camps de concentration. Éparpillés dans plusieurs camps (les femmes républicaines arrêtées pour faits de résistance passent ainsi par le camp de concentration de Ravensbrück, comme Neus Català, Elisa Garrido, Conchita Ramos et Frantxia Haltzuet), ils constituent un groupe important essentiellement dans le complexe de Mauthausen-Gusen, dans lequel plus de 7 200 Espagnols sont enregistrés, dont le photographe Francesc Boix et l'espion Joaquim Olaso Piera : sur 7 288, 4 676 auraient trouvé la mort. Au total, 12 000 républicains espagnols, seront acheminés vers des camps de concentration ou de travail entre le 6 août 1940, qui marque le premier départ vers Mauthausen, et mai 1945.

## Les exilés en France

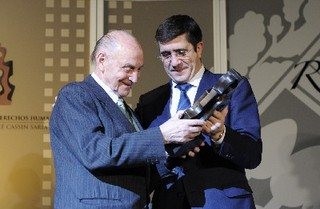
Marcos Ana reçoit le Prix René Cassin des Droits de l'Homme du Gouvernement basque (2010) des mains du gouverneur du Pays Basque Patxi López.

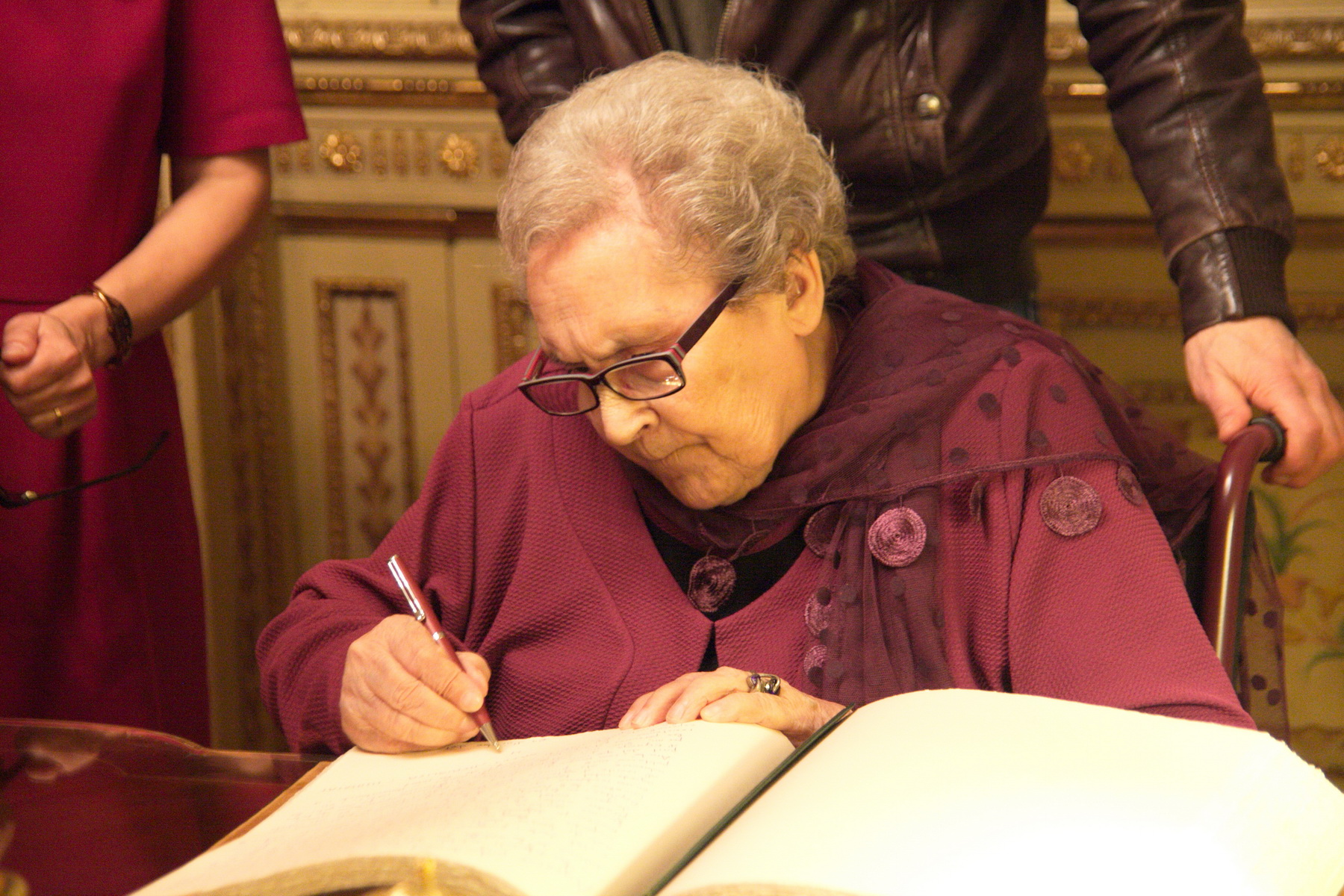
Neus Català i Pallejà, seule survivante espagnole du camp de concentration de Ravensbrück. Remise du Mérite civique par la Mairie de Barcelone le 29 10 2014.

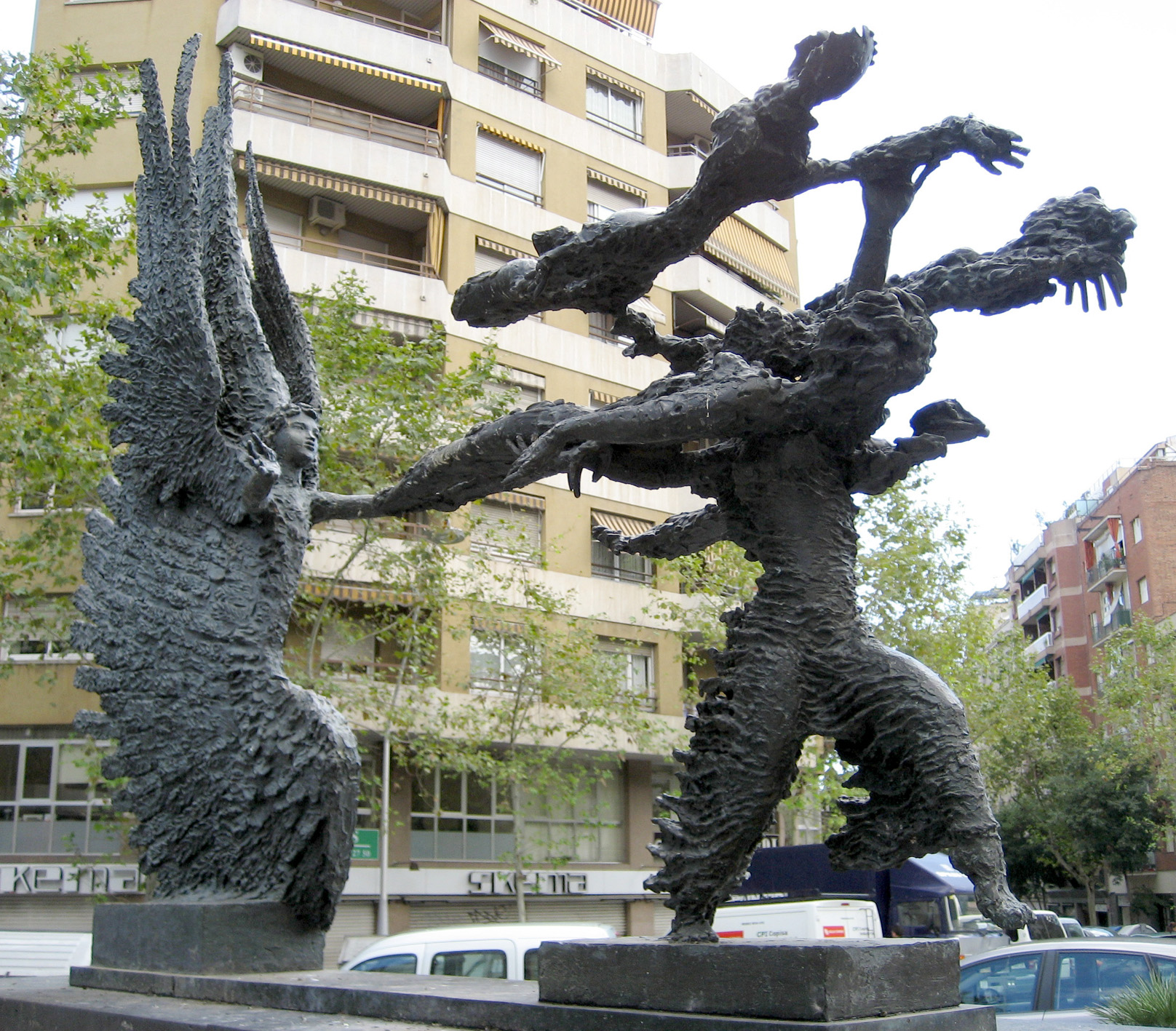
Apel·les Fenosa, El bon temps perseguint la tempesta, Barcelone.

- Militants, politiques, juristes, professeurs et consorts

Miquel Abós Serena ;
Antònia Adroher i Pascual ;
José Antonio Aguirre ;
Juan de Ajuriaguerra ;
Felipe Alaiz ; Dolors Altaba ;
Federico Arcos ; Concha de Albornoz ;
Heribert Barrera ;
Sara Berenguer ;
Manuel Azcárate ;
Pablo de Azcárate ;
Marcelino Bilbao Bilbao ;
Sigfrido Blasco-Ibáñez ;
Lorenzo Carbonell Santacruz ;
Roque Carrion ;
Joan Casanovas ;
Santiago Casares Quiroga ;
Manuel Castells ;
Neus Català i Pallejà ;
Leandre Cervera i Astor ;
Agustí Chalaux i de Subirà ;
Mercedes Comaposada ;
Joan Comorera ;
Lluís Companys ;
Alexandre Deulofeu ;
Mika Etchebéhère ;
Ángeles Flórez Peón ;
Antònia Fontanillas Borràs ;
Juan García Oliver ;
Miguel García Vivancos ;
Julio Just Gimeno ; 
Federica Montseny ; 
Dolors Prat Coll ;
Antoni Xirau ; 
Josep Xirau ; 
Ramón Xirau.
- Personnalités des arts et lettres

Víctor Alba ;
Antonio Alos Moreno ;
Joaquim Amat-Piniella ;
Marcos Ana ;
José Antonio Arana ;
José Cabrero Arnal ;
Jaime Balius ;
Fernando Arrabal ;
Manuel Azaña ;
José Bergamín ; 
Francesc Boix;
Miguel Buiza Fernandez Palacios ;
Call (dessinateur) ; Adelita del Campo ;
Maria Casarès ;
Albert Boadella ;
Agustí Centelles ;
Manuel Chaves Nogales ;
Alexandre Cirici i Pellicer ;
Jaume Cuadrat ;
Jordi Dauder ;
Óscar Domínguez ;
Apel·les Fenosa ;
Rafael Font Farran ;
Agustín García Calvo ; Carme Montoriol i Puig ;
Manuel García Morente ;
Roberto Gerhard ;
Joaquim Vicens Gironella ; Teresa Rebull ; Antonio Soriano.
- Sportifs

José Arana Goróstegui ;
Josep Escolà ;
- Militaires résistants de la Seconde Guerre mondiale

José Barón Carreño ; Manuel Bergés i Arderiu ; Rafael Gómez Nieto ; Amado Granell ; Conrad Miret i Musté ; Josep Miret i Musté ; Manuel Pinto Queiroz Ruiz dit Manuel Lozano ; Domingo Tejero Pérez ; Conchita Ramos.

## Les exilés républicains vers l'Amérique latine et les États-Unis
Le Mexique post-révolutionnaire, en la personne de son président Lázaro Cárdenas, a déclaré accepter une partie de l'émigration dès février 1939, à l'instar du Chili, qui était également bien disposé à l'égard de la République et affréta le Winnipeg.
D'autres pays d'Amérique latine sont des centres mineurs de ré-émigration, vers lesquels la France envoie des réfugiés : Argentine, Venezuela, Colombie et Cuba accueillent environ 2 000 exilés.
L'un des épisodes les plus connus est le voyage de l'exil républicain sur le Massilia qui débute dans le port de la Pallice, à La Rochelle, le 19 octobre 1939 et se termine à Buenos Aires le 5 novembre 1939, avec à son bord de nombreuses figures intellectuelles et artistiques antifranquistes comme l'écrivaine féministe Elena Fortún, le peintre Manuel Ángeles Ortiz ou encore la journaliste galicienne Amparo Alvajar.
De nombreux scientifiques (le physicien Blas Cabrera ou le chimiste Antonio Madinaveitia au Mexique), médecins et biologistes (Severo Ochoa aux États-Unis), artistes et écrivains (Ramón J. Sender aux États-Unis, Tomás Segovia et Josep Bartoli au Mexique) viennent alimenter la recherche et la création dans leurs pays d'accueil. La Génération de 27 a ainsi été dispersée en Europe et en Amérique.

### Le cas du Mexique
Près de 20 000 exilés s'embarquent pour le Mexique, avec un niveau de qualification plus élevé que la moyenne des réfugiés : il s'agit pour une bonne part d'intellectuels, de scientifiques et d'artistes. Cet apport a contribué au dynamisme mexicain : pour l'historien et philosophe Juan Marichal, « l'exil espagnol fut une fortune » pour le pays.
Des enfants embarquent également, comme les 500 Niños de Morelia , connus également sous le nom des Enfants de la Guerre, à destination du Mexique depuis le port de Bordeaux.
L'acclimatation est en outre différente de celle qui prévaut en France dans le même créneau chronologique. L'écrivain José Gaos (en), installé au Mexique, a forgé le néologisme de transtierro pour qualifier cette émigration doublée d'une intégration avancée dans les cultures hispano-américaines, en réaction au terme destierro (exil) plus couramment employé.

### Le cas des États-Unis
De nombreuses figures intellectuelles et politiques trouvent refuge aux États-Unis. C'est le cas de la ministre républicaine Victoria Kent, qui y refait sa vie avec la philanthrope américaine Louise Crane et dont les archives sont conservées à l'université Yale.
Toute la famille du poète Federico García Lorca, assassiné par les franquistes en 1936, y trouve également refuge. Ainsi, sa mère Vicenta Lorca, son père Federico García Rodríguez, ses sœurs Concepción, Isabel et son frère Francisco sont accueillis dans la famille de la professeure Gloria Giner de los Ríos García et du ministre Fernando de los Ríos, installés à New York.
La plupart de ces personnalités poursuit une carrière universitaire dans des établissements comme le Middlebury College ou l'Université Columbia, comme Laura de los Ríos Giner.

## Les exilés républicains vers l'Union soviétique
Les chiffres de l'émigration républicaine vers l'URSS sont contestés, les historiens s'accordant sur plusieurs milliers de départs, essentiellement des cadres du Parti communiste accompagnés de leurs familles. Quelque 2 900 à 3 200 enfants sont également envoyés en URSS entre mars 1937 et octobre 1938.
Ils connaissent des destins divers ; plusieurs d'entre eux sont restés dans la Russie post-soviétique, parfois jetés au goulag, tel Valentín González, d'autres ont été dispersés ou tués au front pendant la Seconde Guerre mondiale.
Cet épisode a suscité une littérature abondante.

## Les exilés de laposguerra(1945 - 1975)
Si le camp vainqueur est reconnu des pays observateurs internationaux après la chute de Barcelone, les choses ne sont pas réglées pour autant en Espagne. La Seconde Guerre mondiale a marginalisé le sort des Espagnols, le pays n'étant pas même un front périphérique.
La police franquiste poursuit les opposants et épure les villages, laissant une situation que les historiens espagnolistes qualifient de posguerra de 1938 jusqu'au début des années 1960, période durant laquelle des exilés continuent à fuir le régime qui consolide son assise sur le plan intérieur.

## Commémorations officielles du80eanniversairede laRetirada
En 2019, la France commémore officiellement le 80e anniversaire de la Retirada, en particulier dans la ville de Paris, dans les Pyrénées-Orientales et dans tout le sud du pays, à la mémoire des 500 000 républicains espagnols qui ont franchi la frontière française au début de 1939.
Pour la première fois, un Premier ministre espagnol, Pedro Sánchez, se recueille à Montauban sur la tombe du dernier président de la Deuxième République espagnole, Manuel Azaña. Il a également rendu hommage dans la ville de Collioure au poète Antonio Machado, décédé en 1939.

### Filmographie
- Espejo Rojo, de Jean-Dominique Gautier, 2004.
- Josep, d’Aurel, 2020.